# Anton Szynder
Anton Pawłowycz Szynder, ukr. Антон Павлович Шиндер (ur. 13 czerwca 1987 w Sumach, Ukraińska SRR) – ukraiński piłkarz, grający na pozycji pomocnika, reprezentant Ukrainy.

## Kariera piłkarska

### Kariera klubowa
Wychowanek klubu Zmina Sumy, barwy którego bronił w juniorskich mistrzostwach Ukrainy (DJuFL). Potem wyjechał do Niemiec, gdzie rozpoczął karierę piłkarską w składzie klubu SSV Jahn Regensburg. Latem 2006 na krótko powrócił do Ukrainy, gdzie bronił barw trzeciej drużyny Szachtara Donieck, ale następnie występował w niemieckich zespołach SpVgg Greuther Fürth II, VfR Aalen oraz ponownie w SSV Jahn Regensburg. 2 lipca 2010 podpisał 2-letni kontrakt z Tawrią Symferopol. 15 sierpnia 2013 roku podpisał 4-letni kontrakt z Szachtarem Donieck. 25 lipca 2014 został wypożyczony do Czornomorca Odessa. 25 lutego 2015 został wypożyczony do Worskły Połtawa. 11 lipca 2016 podpisał kontrakt z rosyjskim Amkarem Perm. 7 sierpnia 2017 opuścił permski klub. 10 marca 2018 został piłkarzem kazachskiego Tobołu Kustanaj. 8 czerwca 2018 za obopólną zgodą kontrakt został anulowany, a 10 czerwca 2018 został piłkarzem węgierskiego Kisvárda FC. 30 sierpnia 2018 klub anulował kontrakt z piłkarzem po tym, jak on zaatakował arbitra podczas meczu z Ferencvárosi TC. 27 października 2018 jako wolny agent zasilił skład Olimpiku Donieck. 29 marca 2019 opuścił doniecki klub. 4 lipca 2019 podpisał kontrakt z VI-ligowym SC 04 Schwabach.

### Kariera reprezentacyjna
W latach 2006–2007 występował w juniorskiej reprezentacji Ukrainy. Łącznie rozegrał 15 meczów. 6 września 2011 debiutował w reprezentacji Ukrainy w przegranym 0:4 meczu towarzyskim z Czechami.